# Kvalifikace na Mistrovství Evropy ve fotbale 1984 – skupina 2
Zápasy kvalifikační skupiny 2 na Mistrovství Evropy ve fotbale 1984 se konaly v letech 1982 a 1983. Ze čtyř účastníků si postup na závěrečný turnaj vybojoval vítěz skupiny.

## Tabulka
| Tým           | B  | Z | V | R | P | VG | IG |
| ------------- | -- | - | - | - | - | -- | -- |
| Portugalsko   | 10 | 6 | 5 | 0 | 1 | 11 | 6  |
| Sovětský svaz | 9  | 6 | 4 | 1 | 1 | 11 | 2  |
| Polsko        | 4  | 6 | 1 | 2 | 3 | 6  | 9  |
| Finsko        | 1  | 6 | 0 | 1 | 5 | 3  | 14 |

## Zápasy
| 8. září 1982         |        |                                                    |                                                                                  |
| Finsko               | 2:3    | Polsko                                             | Kuopion Keskuskenttä, Kuopio diváci: 2 845 rozhodčí: Marcel Van Langenhove (BEL) |
| Valvee 83' Kousa 84' | Report | Smolarek 16' (pen.) Dziekanowski 27' Kupcewicz 72' | Kuopion Keskuskenttä, Kuopio diváci: 2 845 rozhodčí: Marcel Van Langenhove (BEL) |

| 22. září 1982 |        |                   |                                                                            |
| Finsko        | 0:2    | Portugalsko       | Olympijský stadion, Helsinky diváci: 3 132 rozhodčí: Klaus Scheurell (GDR) |
|               | Report | Nené 15' Toni 89' | Olympijský stadion, Helsinky diváci: 3 132 rozhodčí: Klaus Scheurell (GDR) |

| 10. října 1982    |        |          |                                                                     |
| Portugalsko       | 2:1    | Polsko   | Estádio da Luz, Lisabon diváci: 70 000 rozhodčí: Franz Wöhrer (AUT) |
| Nené 2' Gomes 82' | Report | Król 90' | Estádio da Luz, Lisabon diváci: 70 000 rozhodčí: Franz Wöhrer (AUT) |

| 13. října 1982          |        |        |                                                                           |
| Sovětský svaz           | 2:0    | Finsko | Central Lenin Stadium, Moskva diváci: 18 000 rozhodčí: Jack Baumann (SUI) |
| Baltača 2' Andrejev 57' | Report |        | Central Lenin Stadium, Moskva diváci: 18 000 rozhodčí: Jack Baumann (SUI) |

| 17. dubna 1983     |        |                |                                                                                   |
| Polsko             | 1:1    | Finsko         | Stadion Dziesięciolecia, Varšava diváci: 70 000 rozhodčí: Reidar Bjørnestad (NOR) |
| Smolarek 2' (pen.) | Report | Janas 5' (vl.) | Stadion Dziesięciolecia, Varšava diváci: 70 000 rozhodčí: Reidar Bjørnestad (NOR) |

| 27. dubna 1983                                            |        |             |                                                                           |
| Sovětský svaz                                             | 5:0    | Portugalsko | Central Lenin Stadium, Moskva diváci: 90 000 rozhodčí: John Hunting (ENG) |
| Čerenkov 16' 63' Rodionov 40' Demjaněnko 53' Larionov 86' | Report |             | Central Lenin Stadium, Moskva diváci: 90 000 rozhodčí: John Hunting (ENG) |

| 22. května 1983 |        |                    |                                                                       |
| Polsko          | 1:1    | Sovětský svaz      | Slezský stadion, Chorzów diváci: 75 000 rozhodčí: Luigi Agnolin (ITA) |
| Boniek 16'      | Report | Wójcicki 62' (vl.) | Slezský stadion, Chorzów diváci: 75 000 rozhodčí: Luigi Agnolin (ITA) |

| 1. června 1983 |        |               |                                                                           |
| Finsko         | 0:1    | Sovětský svaz | Olympijský stadion, Helsinky diváci: 16 966 rozhodčí: Dušan Krchnak (TCH) |
|                | Report | Blochin 75'   | Olympijský stadion, Helsinky diváci: 16 966 rozhodčí: Dušan Krchnak (TCH) |

| 21. září 1983                                                               |        |        |                                                                                     |
| Portugalsko                                                                 | 5:0    | Finsko | Estádio José Alvalade, Lisabon diváci: 15 000 rozhodčí: Karl-Heinz Tritschler (FRG) |
| Rui Jordão 18' Carlos Manuel 23' Ikäläinen 47' (vl.) José Luis 83' Toni 86' | Report |        | Estádio José Alvalade, Lisabon diváci: 15 000 rozhodčí: Karl-Heinz Tritschler (FRG) |

| 9. října 1983              |        |        |                                                                         |
| Sovětský svaz              | 2:0    | Polsko | Central Lenin Stadium, Moskva diváci: 73 000 rozhodčí: Jan Keizer (NED) |
| Demjaněnko 10' Blochin 62' | Report |        | Central Lenin Stadium, Moskva diváci: 73 000 rozhodčí: Jan Keizer (NED) |

| 28. října 1983 |        |                   |                                                                         |
| Polsko         | 0:1    | Portugalsko       | Olympijský stadion, Wrocław diváci: 15 000 rozhodčí: Ulf Eriksson (SWE) |
|                | Report | Carlos Manuel 32' | Olympijský stadion, Wrocław diváci: 15 000 rozhodčí: Ulf Eriksson (SWE) |

| 16. listopadu 1983    |        |               |                                                                        |
| Portugalsko           | 1:0    | Sovětský svaz | Estádio da Luz, Lisabon diváci: 75 000 rozhodčí: Georges Konrath (FRA) |
| Rui Jordão 44' (pen.) | Report |               | Estádio da Luz, Lisabon diváci: 75 000 rozhodčí: Georges Konrath (FRA) |